# Ту-214ОН
Ту-214ОН — літак авіаційного спостереження, розроблений в ВАТ «Туполєв» на базі пасажирського літака Ту-214. Літак створений спеціально для виконання польотів в рамках Договору з відкритого неба над територіями країн-учасниць договору.
Ту-214ОН обладнаний бортовим комплексом авіаційного спостереження (БКАН) розробки ВАТ "Концерн радіобудови «Вега». До складу БКАН входять кадрова і панорамна аерофотоаппаратура, телевізійні та інфрачервоні камери, РЛС бічного огляду. Роздільна здатність цифрових фотокамер — 30 см, інфрачервоних — 50 см.
За станом на кінець 2012 літак зібраний в єдиному екземплярі — з б/н 64519. Другий літак (б/н 64525) запланований до здачі на 2013.

## Спеціальне обладнання
Бортовий комплекс авіаційного спостереження призначений для отримання зображень місцевості, записи отриманих матеріалів, документування інформації, що надходить і засобів спостереження, управління засобами спостереження і формування навігаційних даних для засобів спостереження.
Аерофотокомплекс представлений цифровими і плівковими фотоапаратами, розташованими в носовій частині фюзеляжу на нижній палубі. РЛС бічного огляду також розміщується в передній частині фюзеляжу. Смуга захоплення РЛС — від 4,7 до 25 км, зона огляду — до 50 км. Інфрачервона апаратура спостереження розміщена в центроплані. Діапазон кутів огляду ІК-апаратури становить 130°, ширина смуги сканування на місцевості — 4,6 h (де h — висота польоту по радіовисотоміри). До складу телевізійного комплексу спостереження входять три камери: центральна ширококутна КТШ-5 і дві бічних КТБО-6. Кут огляду КТШ-5 досягає 148 градусів, ширина сканування на місцевості — 6,6 h. Кут огляду КТБО-6 — від 8,5° у вузькому фокусі до 20,1° в широкому фокусі з діапазоном кутів візування 60°.
Літак обладнаний бортовим лічильно-обчислювальним комплексом. БЦВК призначений для керування роботою та управління режимом контролю засобів спостереження, а також для відображення в реальному часі інформації зі засобів спостереження і її запису. До складу БЦВК входять 5 автоматизованих робочих місць (АРМ), об'єднаних у локальну мережу: АРМ оператора аерофотокомплекса, АРМ оператора РЛС, АРМ оператора ІЧ-апаратури, АРМ оператора ТВ-апаратури та АРМ старшого льотного представника.
Ту-214ОН обладнаний сучасним комплексом БКАН (бортовим комплексом авіаційного спостереження), що дозволяє здійснювати контроль дотримання договорів про обмеження озброєнь. До складу БКАН входять аерофотоаппарати, ТВ-і ІЧ-камери, радіолокатор бокового огляду з синтезованою апертурою. Згідно з домовленістю дозвіл аерофотоапарата і ТБ-камери становить 30 сантиметрів, для радіолокатора бічного огляду — три метри, для ІК-камери — 50 см.

## Виробництво та експлуатація
Перший екземпляр літака спеціального призначення (легальної авіарозвідки) Ту-214ОН «Відкрите небо», розроблений конструкторським бюро холдингу «Туполєв», побудований на казанському підприємстві у травні 2011 року на замовлення концерну радіобудови «Вега». 1 червня 2011 в Казані літак здійснив перший випробувальний політ. Льотчики-випробувачі компанії «Туполєв» виконали 24 випробувальних польоту і дали високу оцінку. Тепер розпочато підготовку лайнера до сертифікаційних випробувань, які стартують на початку 2012 року, передає ІТАР-ТАРС.
Новинка обладнана сучасними приладами для аерофотозйомки та іншими ефективними засобами спостереження, причому вперше не тільки російськими. Раніше оснащувати бортові комплекси спостереження імпортною технікою Росія не мала права.
Лайнер призначений для інспекційних польотів над територіями держав учасників договору по «Відкритого неба». Він буде стежити з повітря за тим, як в інших країнах виконуються пункти найважливіших міжнародних угод, у тому числі і в галузі озброєнь.
Ту-214ОН покликаний замінити застарілі Ту-154 і Ан-30. На стапелях КАПО імені Горбунова ведеться збірка ще одного аналогічного літального апарата.
Договір про «Відкрите небо» був прийнятий 27 державами учасниками ОБСЄ в 1992 році. Угода відкрило повітряний простір над ними для контролю з метою підтримки миру. Нині в міжнародному договорі беруть участь 34 країни.
Вперше Ту-214ОН був продемонстрований громадськості на міжнародному авіасалоні МАКС-2011. Сама поява в Росії літака Ту-214ОН отримала великий резонанс. У ході авіашоу літак відвідали і дали йому високу оцінку представники Італії, Норвегії, Канади, США.
Основним експлуатантом Ту-214ОН є Міноборони РФ. 21 серпня 2013 року головний літак спостереження Ту-214ОН (реєстраційний номер RF-64519, серійний номер 519) передано в дослідну експлуатацію в Збройні Сили Росії. Таке рішення прийняла міжвідомча комісія, що розглянула результати державних випробувань цієї машини. 22 серпня 2013 року Авіарегістр МАК видав Доповнення до Сертифікату типу №СТ196-Ту-214/Д13 на літак Ту-214 із зміненим компонуванням кабіни екіпажу і пасажирської кабіни, а також модифікованим обладнанням.
У серпні 2009 року Концерн радіобудови «Вега» уклав з КАПО контракт на будівлю другого літака Ту-214ОН (реєстраційний номер RA-64525, серійний номер 525). За умовами контракту другий літак планувався до здачі також у 2011 році, а за пізнішими планам КАПО мав бути зданий в 2013 році. Літак був практично закінчений будівництвом до початку 2013 року, але до теперішнього часу не піднімався в повітря. Найбільш імовірним терміном його здачі зараз називається 2015 рік.
Через порушення Росією угоди «Відкритого неба», а саме недопущення США до польотів на Балтійським морем в районі Калінінграду та поблизу Грузії Росія, Сполучені Штати вийшли з договору, а Росія почала використовувати літаки для перевірки системи протиповітряної оборони засікати повітряні цілі в режимі пасивної локації.